# インターンシップ (映画)
『インターンシップ』（原題：The Internship）は、2013年にアメリカ合衆国で製作されたコメディ映画。実話ではなくフィクション。
ショーン・レヴィが監督を務め、ヴィンス・ヴォーンが製作・脚本・主演を務めた。共演はオーウェン・ウィルソンが行い、『ウェディング・クラッシャーズ』以来の共演となった。
日本では劇場公開されず、ビデオスルーとなった。

## あらすじ
プロローグ
ビリーは、時計販売会社に勤めているやり手の中年セールスマン。相棒のニックと共にコンビを組んで、セレブ経営者に高級腕時計を売り込み、コメディアンの掛け合いのようなマシンガントークで契約を勝ち取ってきた。
だが、ある日突然、二人は上司から会社が倒産したことを告げられる。その原因はスマートフォンが普及したことで、わざわざ時計を買う人が少なくなったためだった。デジタル時代に取り残され、突然職を失った二人は途方に暮れる。
序盤
だがある日、ビリーが驚くべき提案をニックに持ちかけてくる。それは、デジタル時代の代名詞である巨大企業「Google」が募集しているインターンシップに自分たちも参加しようというものだった。専門的な知識がない自分たちでは「まず無理だ」と反対するニックだったが、ビリーの熱い説得に渋々了承し、二人はインターンシップへの参加を決意する。
大学にオンライン受講することで大学生になるという裏技を使い、図書館のパソコンを使ってオンライン面接に挑んだ二人は、お得意のマシンガントークでGoogleの面接官の質問を煙にまき、どん底に落ちている現状をアピールポイントにしてしまう。
多くの採用担当者が不合格の烙印を押したが、入社4年目の若手のライルだけが彼らのユニークな経歴に目をつけ、見事インターンシップに入り込む。
中盤
Googleのインターンシップは、実質的に正社員選考会である。ガイダンスで研修責任者のチェティーは、グーグルで働くのに必要なのは頭脳だけではなく、グーグリネス（グーグル的であること）が必要だと説明する。インターンはチームに分かれて競い合い、最終的に選ばれた1チームのメンバー全員が晴れて社員になれるという。
しかし、一流企業「Google」のインターンシップに参加する学生たちは、ほとんどが超一流大学の天才や秀才ばかりで、時代遅れの中年コンビでは太刀打ちできるわけがなく、悪目立ちして世代の違う2人とチームを組みたがる者は誰もいなかった。社員のライルははぐれ者を集め、『チーム・ライル』を結成する。メンバーはビリーとニック、アジア系のヨーヨーと、スマホを手放さないスチュアート、唯一の女性でインド系のネーハだ。
だが、なんのスキルもないビリーとニックは、なんの戦力にもならず足をひっぱりまくり、チームメイトからも邪険にされる始末だった。だが、持ち前のポジティブシンキングと話術で、次第にチームを引っ張るようになる。
終盤
Gメールのサポート業務をクリアすべく、徹夜で暗記をして課題に挑んだビリーだったが、ログインするのを忘れてしまいログ提出ができず、チームは最下位になってしまう。チームメイトに迷惑をかけてしまったことから、ビリーはインターンを続けることを辞める決意をする。だが、最終課題は二人が得意とする「営業」だった。
チームは近所のピザ屋に営業をかけていたが、昔ながらの営業方法を取りたい店を説得することができなかった。しかし、チームの前に現れたビリーとニックは、独立したがっているスタッフがいることを知り、店の営業規模を広げる提案をする。チームメイトたちも2人に協力して、次々にインターネットで情報を集めて、ついには店主の説得に成功してしまう。
ラスト
インターンシップの最終集計が終わり、ライバルチームが1位の表彰をされる直前に、チーム・ライルが音楽に合わせて登場する。ルールによると、1位が確定する前であれば再集計しなおせるという。再集計の結果、ピザ屋のフランチャイズ化に成功したチーム・ライルが1位を獲得して、ビリーとニックたちメンバーは正社員に選ばれる。

## キャスト
※括弧内は日本語吹替

### 主人公
ビリー・マクマホン
演  - ヴィンス・ヴォーン（山野井仁）
ニックの相棒の、黒髪の中年セールスマン。
ニック・キャンベル
演 - オーウェン・ウィルソン（森川智之）
ビリーの相棒の、金髪の中年セールスマン。

### チーム・ライル
ライル・スポルディング
演 - ジョシュ・ブレナー（三宅貴大）
グーグルに入社して4年目の、23歳の若手社員。ビリーとニックに興味を抱き、インターンになれるよう推薦する。
ヨーヨー・サントス
演 - トビット・ラファエル（河本啓佑）
チーム・ライルのアジア系のインターン。
スチュアート・トゥオンブリー
演 - ディラン・オブライエン
チーム・ライルの白人インターン。
ネーハ・パテル
演 - ティヤ・シルカー（白石涼子）
チーム唯一の女性でインド系アメリカ人。

### グーグル社員
ダナ・シムズ
演 - ローズ・バーン（東條加那子）
グーグル社の社員で美人のアラサー。
マリエレナ・グティエレス
演  - ジェシカ・ゾア（中村千絵）
グーグル社のダンスインストラクター。
ミスター・ロジャー・チェティ
演 - アーシフ・マンドヴィ（多田野曜平）
インターンシップの現場責任者。
アンドリュー・アンダーソン（ヘッドフォン）
演 - ジョシュ・ギャッド（丸山壮史）
ヘッドホンをしている。実は決定権のあるインターンシップの総責任者。
セルゲイ・ブリン
演 - セルゲイ・ブリン（カメオ出演）
Googleの共同経営者。本人役。

### ライバルチーム
グレアム・ホートリー
演 - マックス・ミンゲラ（阪口周平）
ライバルチームのリーダー的なポジションで、主人公たちに意地悪な態度で接してくる。

### その他
ケヴィン
演 - ウィル・フェレル（クレジットなし）（斉藤次郎）
マットレスの販売会社の社長。
サミー・ボスコ
演 - ジョン・グッドマン（クレジットなし）（楠見尚己）

## 評価
興行収入においては、制作費5,800万ドルに対し、全世界で9,300万ドル以上稼ぎ出す成果を上げた。
批評家の反応は割れており、批評サイトのMetacriticでは36件のレビューに基づき、加重平均値は42/100となっている。
またRotten Tomatoesでは、162件のレビューに基づき35％と支持率は低く、批評家の総評では「ヴィンス・ヴォーンとオーウェン・ウィルソンのカリスマ性に大きく依存している定型的な脚本と、詰めこまれた展開で抑えている」と酷評している。
しかし、著名な批評サイトのロジャー・イーバートでシーラ・オマレーは、4つ星満点中3つ星の高評価を付けており、ヴィンス・ヴォーンとオーウェン・ウィルソンのコメディを「面白い化学反応」とし、『ウェディング・クラッシャーズ』以来9年ぶりの共演を歓迎している。